# Dorfkirche Gräbendorf

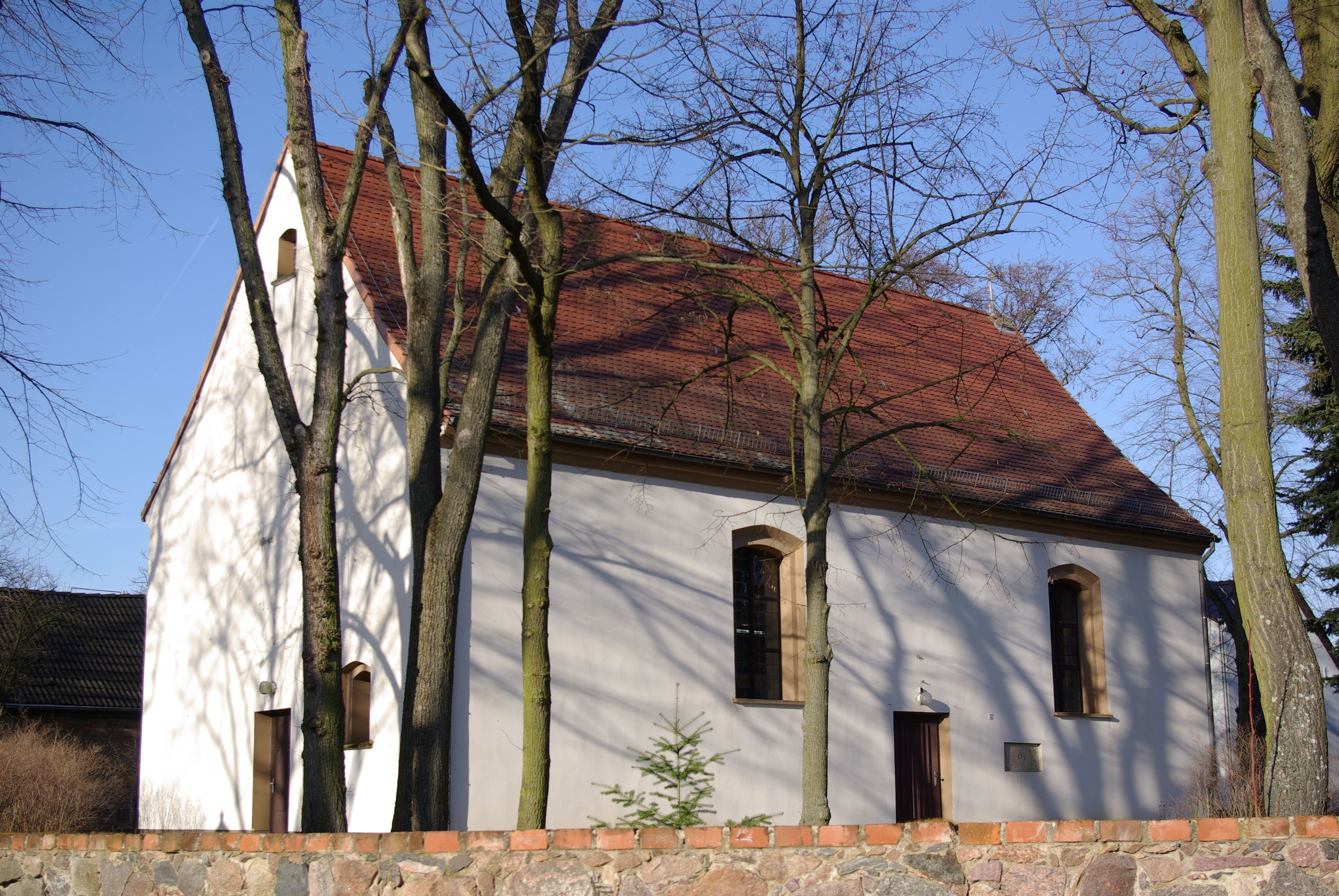
Dorfkirche Gräbendorf

Die evangelische Dorfkirche Gräbendorf ist eine Feldsteinkirche in Gräbendorf, einem Ortsteil der Gemeinde Heidesee im Landkreis Dahme-Spreewald im Land Brandenburg. Die Kirchengemeinde gehört zum Kirchenkreis Zossen-Fläming der Evangelischen Kirche Berlin-Brandenburg-schlesische Oberlausitz.

## Lage

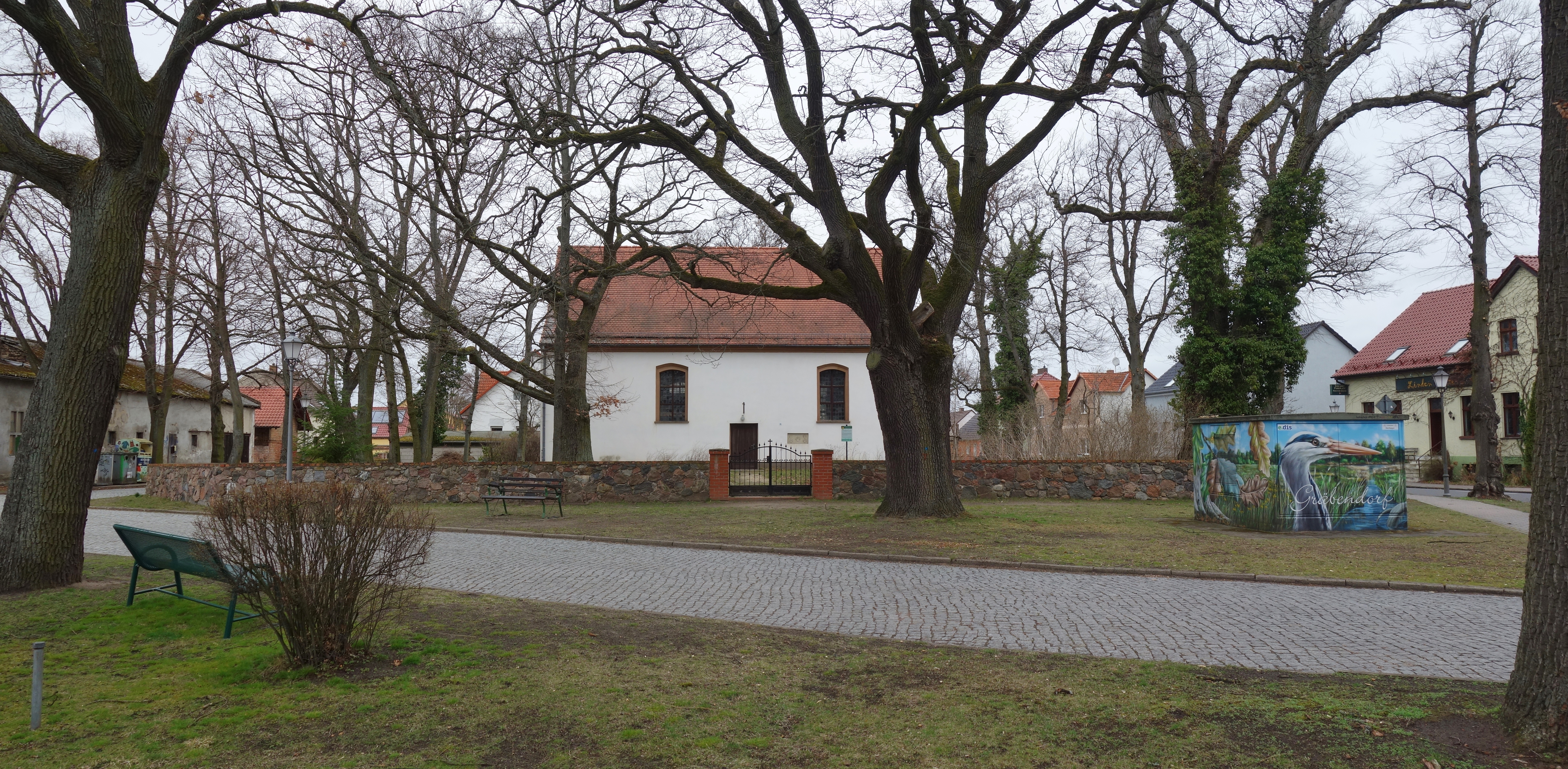
Lage der Kirche am Dorfanger

Die Straße Dorfanger umspannt in Nord-Süd-Richtung den historischen Dorfanger. Westlich führt die Bundesstraße 246 an ihm vorbei. Die Kirche steht im südlichen Bereich des Angers auf einem leicht erhöhten Grundstück, das mit einer Mauer aus unbehauenen und nicht lagig geschichteten Feldsteinen eingefriedet ist.

## Geschichte
Der Sakralbau wurde in der Zeit um 1350 überwiegend aus Holz errichtet und im Dreißigjährigen Krieg nach Plünderungen bis auf die Grundmauern zerstört. Nach einer längeren Bauzeit fand die erneute Kirchweihe im Jahr 1662 statt. Das Brandenburgische Landesamt für Denkmalpflege und Archäologische Landesmuseum (BLDAM) verweist auf einen nicht näher bezeichneten Umbau im ersten Viertel des 19. Jahrhunderts. Vermutlich wurden zu dieser Zeit zahlreiche Fenster „barock“ vergrößert. 1909 wurde der umgebende Kirchfriedhof aufgelassen und mit einer neuen Einfriedung versehen. Um 1985 trugen Handwerker einen Putz auf, der nach Ansicht des Dehio-Handbuchs „entstellend“ wirkt. Seit 1996 werden die Glocken durch einen elektrischen Antrieb bewegt.

## Baubeschreibung

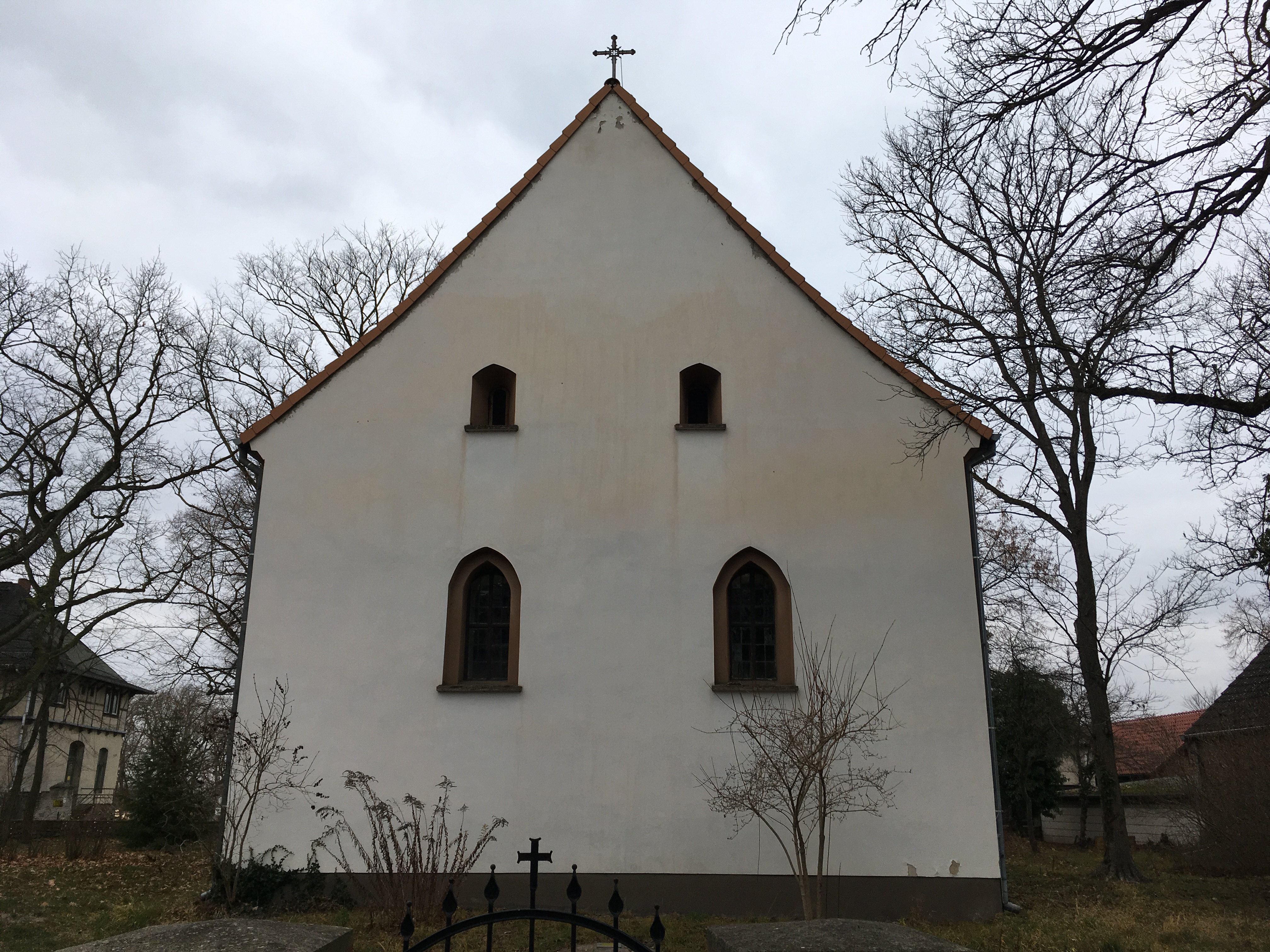
Ansicht von Osten

Das Bauwerk wurde aus Feldsteinen errichtet, die anschließend verputzt wurden. Der Chor ist gerade und nicht eingezogen. An der Ostwand sind im unteren Bereich zwei spitzbogenförmige Fenster, deren Faschen durch einen dunklen Putz nochmals betont wurden. Darüber sind im Giebel zwei weitere Fenster. Das südlich gelegene liegt dabei in der Flucht des korrespondierenden Fensters im Chorschluss während das nördlich gelegene Fenster ausmittig nach Süden versetzt ist. Auf dem Dachfirst ist ein schlichtes Kreuz.
Das Kirchenschiff hat einen rechteckigen Grundriss. An der Nordseite sind zwei große, gedrückt-segmentbogenförmige Fenster, deren Faschen ebenfalls betont sind. Die Südseite ist weitgehend identisch aufgebaut. Mittig zwischen den beiden Fenstern ist jedoch noch eine kleine und rechteckige Pforte. Rechts daneben ist ein Epitaph.
Eine weitere Pforte ist mittig an der Westseite des Kirchenschiffs. Südlich ist ein kleines, ebenfalls gedrückt-segmentbogenförmiges Fenster. Im unteren Bereich finden sich keine weiteren Öffnungen. Lediglich im Giebel ist ein kleines Fenster. Der turmlose Bau trägt ein schlichtes Satteldach.

## Ausstattung

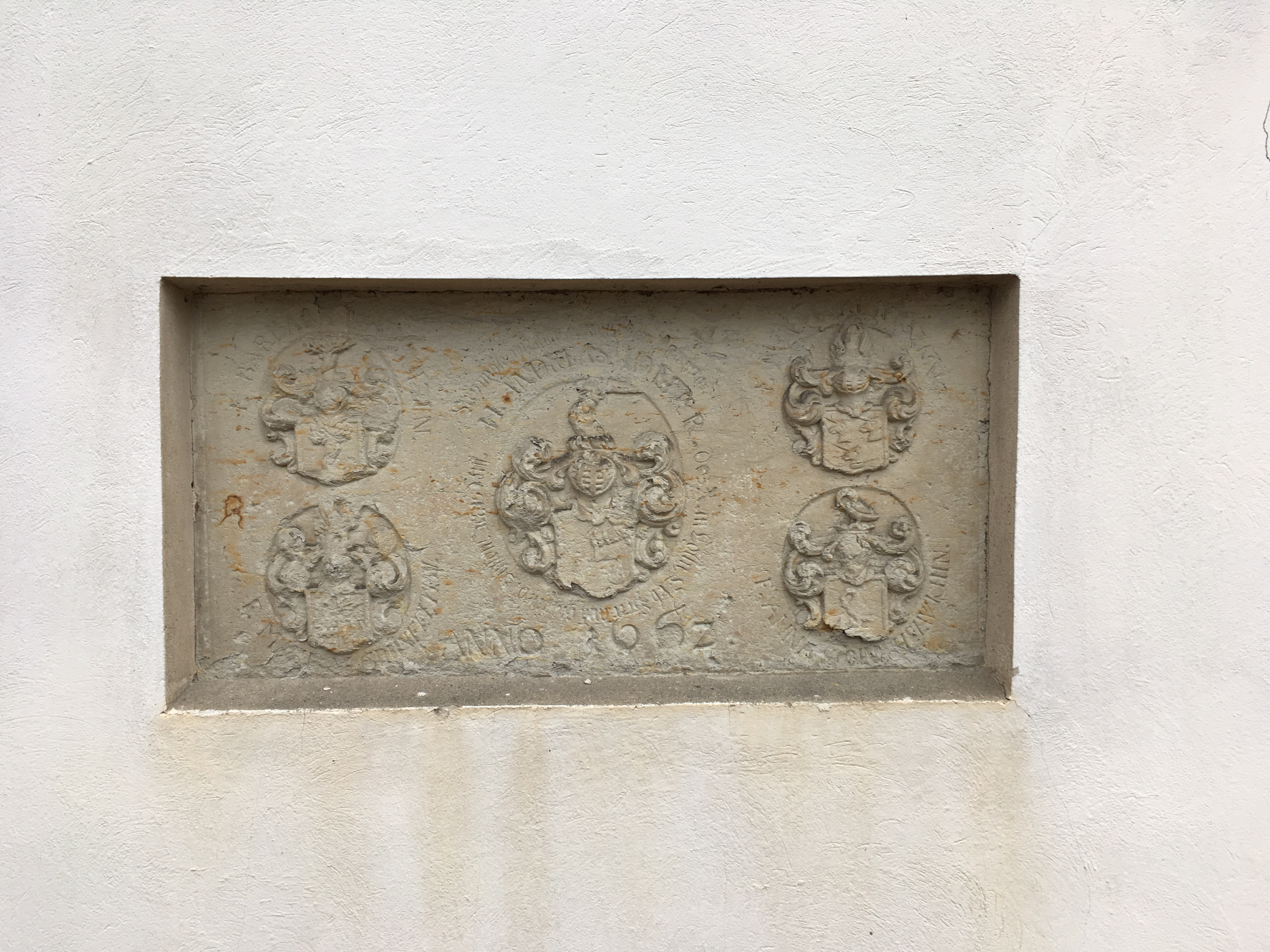
Epitaph für Andreas Ideler

Die hölzerne, barocke Kanzel aus der Zeit um 1700 wird im Dehio-Handbuch als „schlicht“ beschrieben. Die Kassettenfelder sind in gelb-grauen Tönen gehalten, die kleinen Säulchen grau angestrichen. Darüber ist in einer aufgemalten Kartusche eine Inschrift aus dem 1. Buch des Paulus an die Korinther angebracht: „Denn das Wort vom Kreuz ist eine Torheit / denen, die verloren werden; uns aber, die wir / selig werden ist's eine Gotteskraft. / 1. Kor 1,18“ (1 Kor 1,18 ). Unterhalb des Nordfensters der Ostwand ist eine rechteckige Sakramentsnische, die mit einer segmentbogenförmigen, hölzernen Tür verschlossen ist.
Zur weiteren Kirchenausstattung gehört eine Hufeisenempore sowie ein Gestühl, das in der ersten Hälfte des 19. Jahrhunderts angefertigt wurde. Aus derselben Zeit stammt auch das Prospekt der Orgel, die Wilhelm Remler 1866 auf der Ostempore errichtete.
Im Turm hängen zwei Stahlglocken, die 1922 in Bochum gegossen wurden. Neben der Südpforte befindet sich ein Epitaph, das an den damaligen Patron Andreas Ideler erinnert. Der Cöllner Wein- und Holzhändler war maßgeblich für den Wiederaufbau der 1662 wiederaufgebauten Kirche verantwortlich. Der Grabstein aus Sandstein zeigt mittig sein Wappen sowie das seiner vier Ehefrauen mit Inschrift und Jahreszahl.
Nördlich des Bauwerks erinnert ein Denkmal an die Gefallenen aus dem Ersten Weltkrieg. Nördlich dieses Denkmals ist ein Sowjetischer Ehrenfriedhof für 78 gefallene sowjetische Soldaten und Offiziere.